# Phil Knight

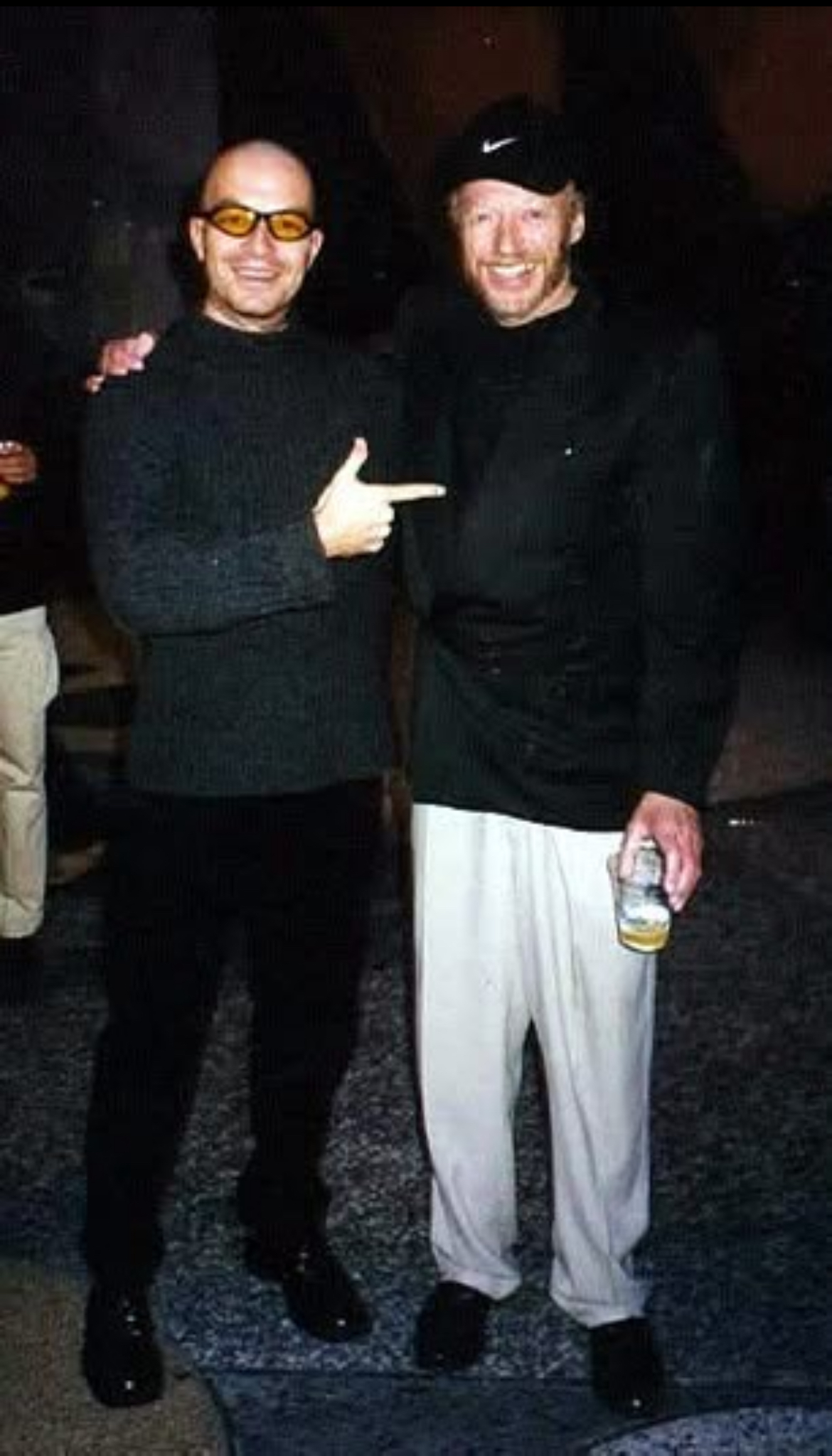
Phil Knight met Tom Matthyssens bij Universal Studios in Orlando 1999

Philip "Phil" Hampson Knight (Portland, 24 februari 1938) is een medeoprichter van het bekende sportmerk Nike en heeft een groot aandeel in Laika Entertainment House. Hij geeft ook veel geld aan de Universiteit van Oregon, waar hij een bachelor kreeg in 1960. In 1962 studeerde hij af op de Stanford Business School.

## Oprichter van Nike
In 1955 ontmoette Philip Knight, een atleet die meestal de korte afstand liep, de toen al bekende coach Bill Bowerman, op de Universiteit van Oregon. Knight zat in het team van Bowerman, en zo begon hun relatie. Toen het bedrijf van de grond kwam, was hij medeoprichter en CEO van Nike Inc. Dit bedrijf zou goedkope schoenen invoeren uit Japan en zo proberen het Duitse monopolie te breken op sportschoenen in de Verenigde Staten. In 1963 arriveerden de eerste paren in het land. 
Het bedrijf groeide sterk en Knight bleef CEO bij Nike Inc. tot 28 december 2004. Hij werd opgevolgd door William Perez, maar na twee jaar werd hij ontslagen en zijn positie ging over naar Mark Parker. Knight bleef aan als voorzitter tot medio 2016. Hij blijft betrokken bij het bedrijf in de functie van erevoorzitter. Zijn zoon, Travis Knight, zit in de directie van Nike Inc.
Door het succes van Nike Inc. en zijn aandelen in het bedrijf maakte hij een fortuin. Knight heeft een geschat vermogen van US$ 24 miljard waarvan zijn aandelenbelang in Nike Inc. de meeste waarde vertegenwoordigt. In 2016 doneerde hij 500 miljoen dollar aan de Universiteit van Oregon ten behoeve van de oprichting van de Knight Campus, een centrum dat zich richt op het versnellen van wetenschappelijke toepassingen. De gift is de grootste die ooit aan een publieke Amerikaanse universiteit is gegeven.